# Hành Phước
Hành Phước là xã nằm ở phía đông nam của huyện Nghĩa Hành, tỉnh Quảng Ngãi. Đây là vùng vùng bán sơn địa, phía nam của xã là sông Vệ, phía Tây Nam là núi Đình Cương.
Hiện nay, toàn xã có 1 trường mẫu giáo, 2 trường tiểu học, trường trung học cơ sở của xã (Trường Trung Học Cơ Sở Phạm Văn Đồng) của xã được công nhận đạt chuẩn quốc gia cuối năm 2016
Tại thôn Hòa Vinh thuộc xã còn có bia kỷ niệm nơi là đầu tiên thành lập trường Trung học Bình dân miền Nam Trung bộ, trường do cố Thủ tướng Phạm Văn Đồng thành lập và làm hiệu trưởng danh dự từ năm 1947 đền 1952.
Hành Phước gồm có 9 thôn: Hòa Vinh, Hòa Mỹ, Hòa Thọ, Hòa Sơn, Vinh Thọ, Thuận Hòa, Đề An, An Chỉ Đông, An Chỉ Tây. Đến năm 2019 còn 8 thôn (sát nhập thôn Hòa Thọ và Vinh Thọ lấy tên là thôn  Hòa Thọ)
Những Địa Điểm chú ý: - Núi Đình Cương thuộc các thôn An Chỉ Tây, An Chỉ Đông và Thôn Hòa Sơn là vùng căn cứ cách mạng trong thời kháng chiến chống Mỹ cứu nước
- Ga Hòa Vinh Tây (Thôn Thuận Hòa)
- Di tích Nơi làm lễ xuất quân tình nguyện Việt - Lào (Thôn Đề An)
- Nhà lưu niệm trưng bày cuộc đời và sự nghiệp Cụ Nguyễn Công Phương (Thôn Hòa Thọ)
- Di tích Đập cây gáo (Thôn Vinh Thọ cũ, nay là thôn Hòa Thọ)
- Bệnh xá liên khu V trong kháng chiến chống ĐQ Mỹ ( Bãi thông Bà Đàm, thôn Đề An)\
- Chùa Hưng Long (Phật giáo- thôn Đề An)